# Färgargårdstorget

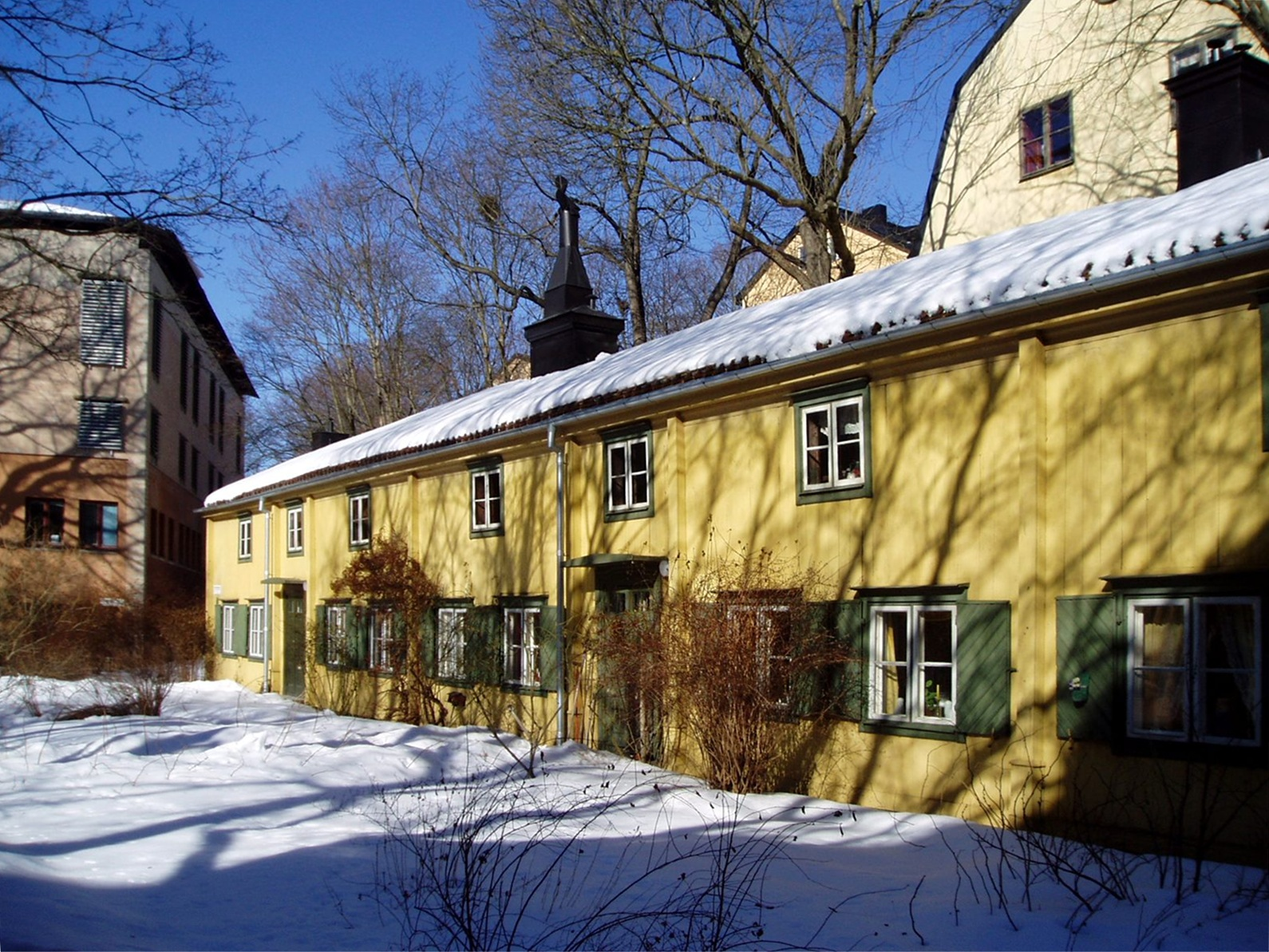
Historisk trähusbebyggelse vid torgets nordöstra sida som hörde till Färgargården.

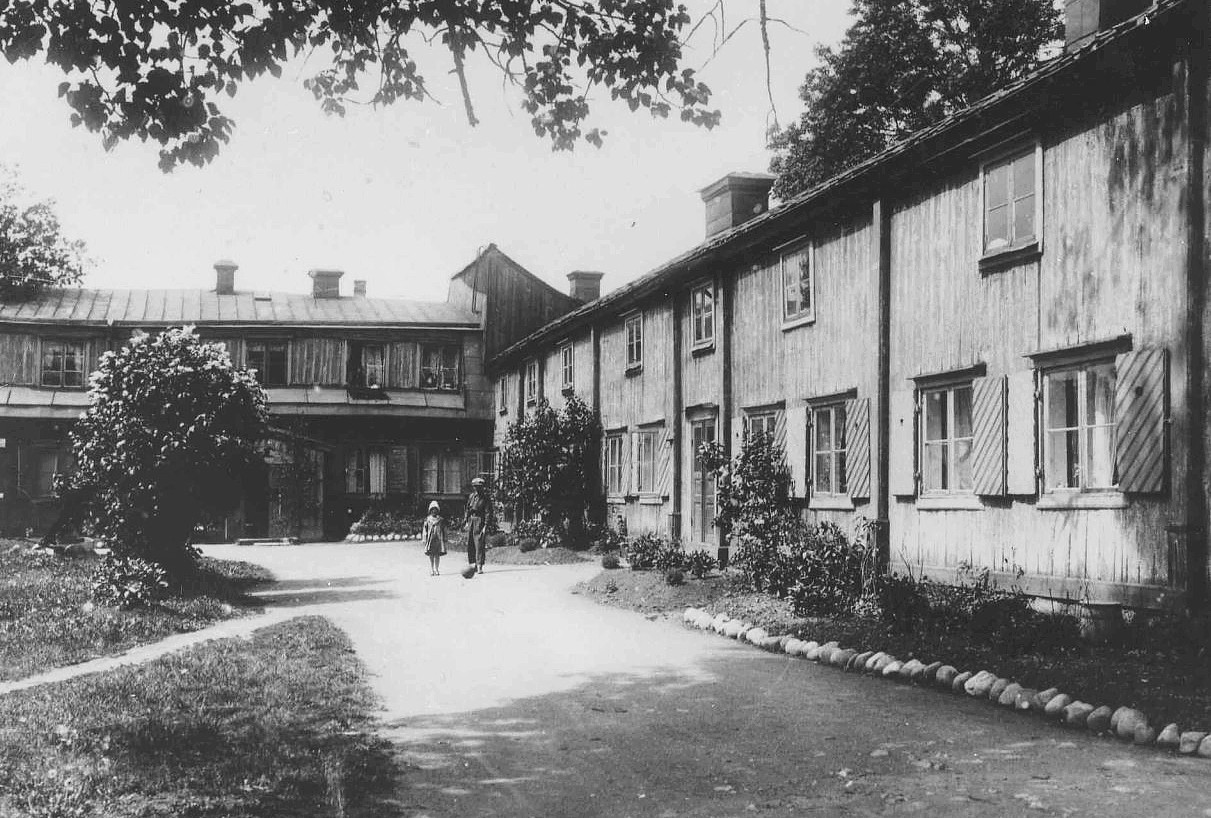
Samma länga 1931.

Färgargårdstorget är ett torg norr om bostadsområdet Norra Hammarbyhamnen i stadsdelen Södermalm i Stockholm. Det ligger i korsningen Malmgårdsvägen och Barnängs tvärgränd. Torget är cirka 80 × 40 meter stort, och fick sitt namn 1979. Strax norr om Färgargårdstorget ligger Färgarplan (namngivet 1968) som har samma historiska bakgrund som Färgargårdstorget.

## Historik
Torget har fått sitt namn efter färgeriverksamheten som sedan 1600-talet fanns i trakten och var senare en del av Barnängens manufaktur. Den första kända färgaren som var verksam här var Hans Wessman, som började på 1680-talet. En annan känd färgare var Carl Gustaf Hoving, som 1770 lät uppföra den fortfarande existerande Hovings malmgård. Vid gatan ligger en bostadslänga från omkring 1740 som ingått i den numera försvunna Färgargården. Längan är blåklassad av Stockholms stadsmuseum vilket innebär att bebyggelsens kulturhistoriska värde av stadsmuseet anses motsvara fordringarna för byggnadsminnen i Kulturmiljölagen.